# Show Me Your Love

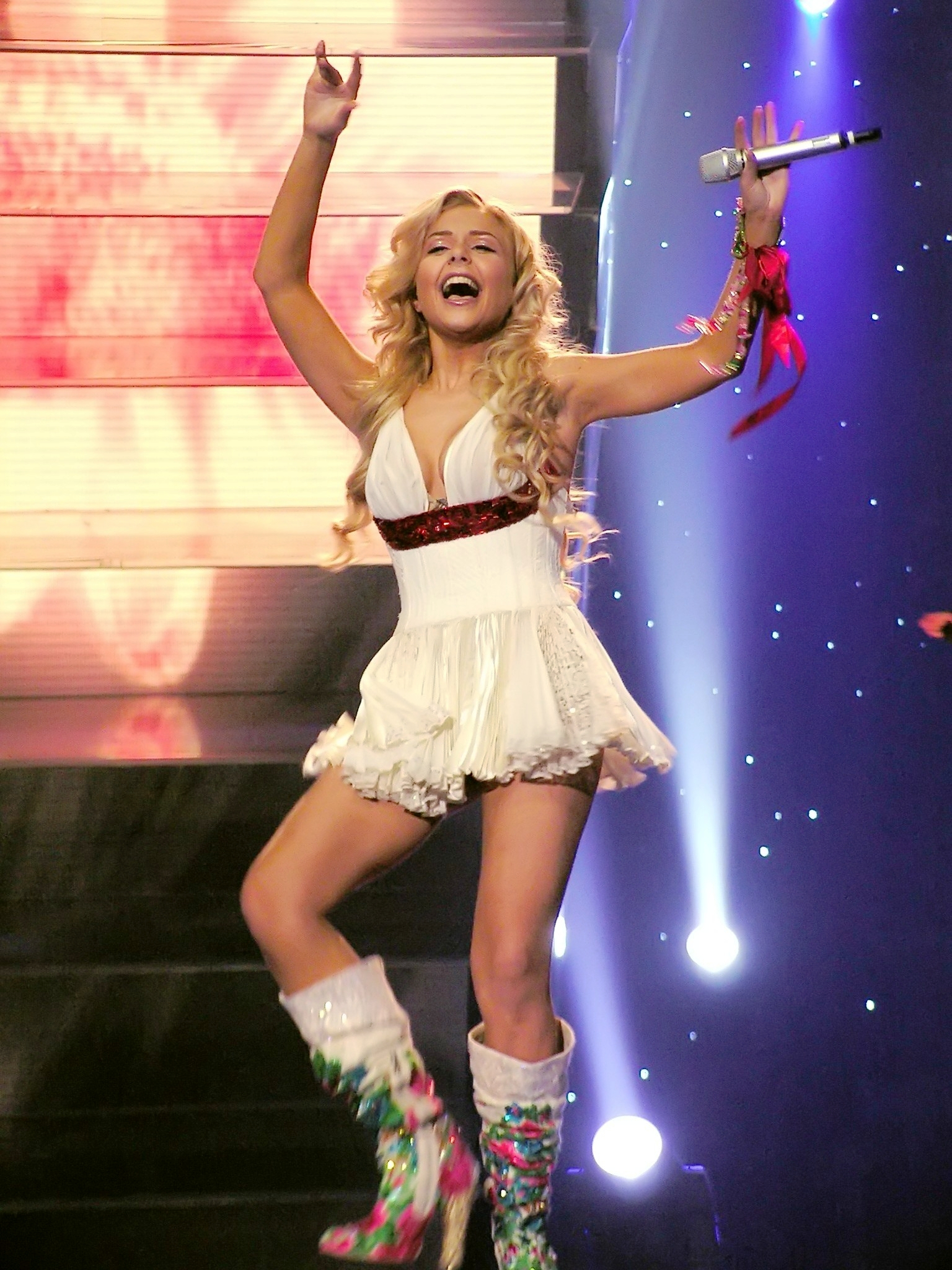
Tina Karol under en repetition inför Eurovision Song Contest 2006

"Show Me Your Love" är en låt som sjöngs av Tina Karol för Ukraina i Eurovision Song Contest 2006. Låten kom på sjunde plats.